# آکواریوم جورجیا
آکواریوم جورجیا یک آکواریوم عمومی در آتلانتا، جورجیا، ایالات متحده است. آکواریوم جورجیا صدها گونه و هزاران حیوان را در هفت گالری بزرگ خود نگهداری می‌کند که همگی در بیش از ۱۰ میلیون گالون آمریکایی (۳۸٬۰۰۰ متر مکعب) آب شیرین و شور زندگی می‌کنند. این بزرگترین آکواریوم از زمان افتتاح آن در سال ۲۰۰۵ تا سال ۲۰۱۲ بود که پس از پارک زندگی دریایی در سنگاپور و پادشاهی اقیانوس چیملونگ در چین به سومین آکواریوم بزرگ جهان تبدیل شد. آکواریوم جورجیا بزرگترین آکواریوم در ایالات متحده و در نیمکره غربی است.
کمک ۲۵۰ میلیون دلاری بنیاد تاجران محلی و بنیانگذار هوم دیپو، برنارد مارکوس، بخش عمده ای از بودجه مورد نیاز برای ساخت و تهیه تأسیسات جدید را تأمین کرد.
نمونه‌های برجسته آکواریوم شامل کوسه‌نهنگ، نهنگ سفید، شیرهای دریایی کالیفرنیا، دلفین پوزه‌بطری معمولی و سفره‌ماهی دیو هستند.

## تاریخ
در نوامبر ۲۰۰۱، برنارد مارکوس دیدگاه خود را از ایجاد این آکواریوم که هم جنبه آموزشی و هم رشد اقتصاد را تشویق می‌کند، اعلام کرد. وی پس از بازدید از ۵۶ آکواریوم در ۱۳ کشور به همراه همسرش، بیلی مارکوس، ۲۵۰ میلیون دلار برای ساخت آکواریوم جورجیا، اهدا کرد. مشارکت شرکت‌ها با مبلغ ۴۰ میلیون دلار اضافی به آکواریوم اجازه داد بدون بدهی افتتاح شود.

## مجموعه
آکواریوم جورجیا صدها گونه و هزاران حیوان را در خود جای داده‌است.
این آکواریوم در حدود ۶٫۲۴۰۰۰ متر مکعب از نمایشگاه برای کوسه نهنگ طراحی شده‌است و این تنها نهاد خارج از آسیا است که گونه‌های غول پیکر را در خود جای داده‌است.